# Targua Ntouchka
Targua Ntouchka (en àrab تاركة نتوشكة, Tārga Ntūxka; en amazic ⵜⴰⵔⴳⴰ ⵏ ⵜⵓⵛⴽⴰ) és una comuna rural de la província de Chtouka-Aït Baha, a la regió de Souss-Massa, al Marroc. Segons el cens de 2014 tenia una població total de 4.877 persones.